# Старая Малиновка
Ста́рая Мали́новка — деревня в Вятскополянском районе Кировской области России. Входит в состав Гремячевского сельского поселения.

## География
Деревня находится в южной части Кировской области, в зоне хвойно-широколиственных лесов, на правом берегу реки Пыжманка, на расстоянии приблизительно 14 км (по прямой) к северо-востоку от города Вятские Поляны, административного центра района. Абсолютная высота — 80 м над уровнем моря.
Климат
Климат характеризуется как континентальный, с умеренно холодной зимой и тёплым летом. Среднегодовая температура — 2,9 °C. Средняя температура воздуха самого холодного месяца (января) составляет −13,8 °C (абсолютный минимум — −48 °С); самого тёплого месяца (июля) — 19,1 °C (абсолютный максимум — 38 °С). Безморозный период длится в течение 126—131 дня. Годовое количество атмосферных осадков — 453—506 мм, из которых 245—275 мм выпадает в период с мая по сентябрь. Снежный покров держится в течение 150 дней.

## Население
| 2010 |
| ---- |
| 232  |

Половой состав
По данным Всероссийской переписи населения 2010 года в гендерной структуре населения мужчины составляли 47,8 %, женщины — соответственно 52,2 %.
Национальный состав
Согласно результатам переписи 2002 года, в национальной структуре населения русские составляли 83 % из 290 чел.